# Paul Kimiti
Paul Peter Kimiti (* 15. Januar 1940) ist ein tansanischer Politiker der Chama Cha Mapinduzi (CCM), der unter anderem zwischen 1995 und 1998 Minister für Landwirtschaft und Genossenschaften sowie von 1998 bis 2000 Minister für Arbeit, Beschäftigung und Jugendentwicklung war.

## Leben
Kimiti war zwischen 1959 und 1961 Feldassistent des Landwirtschaftsministeriums sowie zugleich von 1959 bis 1965 Lehrer an der Dorfschule von Ukiriguru. Zugleich absolvierte er von 1961 bis 1962 einen Landwirtschaftskurs am Tengeru Agricultural Training Institute sowie zwischen 1962 und 1965 einen Kurs in den Niederlanden, das er mit einem Diplom abschloss. Im Anschluss war er zwischen 1965 und 1969 Tutor am Landwirtschaftsinstitut Ukiriguru und erwarb in dieser Zeit weitere agrarwissenschaftliche Kurse in den Niederlanden sowie in Italien. 1969 wechselte er in die Zentrale der damaligen Tanganyika African National Union (TANU) und war dort bis 1973 Assistierender Sekretär. Während der dortigen Tätigkeit schloss er 1970 in der DDR einen Lehrgang für die Arbeiterbewegung sowie 1972 in der Volksrepublik Bulgarien einen Kurs für die Genossenschaftsbewegung ab. 1973 begann er ferner ein grundständiges Studium der Agrarwissenschaften an der California Polytechnic State University, das er 1974 mit einem Bachelor of Science (B.Sc. Agriculture) beendete.
Nach seiner Rückkehr war Kimiti zwischen 1975 und 1979 Rektor des Landwirtschaftlichen Ausbildungsinstituts (Agricultural Training Institute) in Uyole und engagierte sich ferner von 1975 bis 1977 als Vorsitzender der TANU in Uyole. Daneben absolvierte er von 1975 bis 1976 ein postgraduales Studium der Agrarwissenschaften an der California Polytechnic State University, welches er mit einem Master of Science (M.Sc. Agriculture) abschloss. Nach der Vereinigung der TANU mit der Afro-Shirazi Party (ASP) 1977 wurde er Mitglied der neuentstandenen Partei der Revolution CCM (Chama Cha Mapinduzi) und wurde deren Vorsitzender in Uyole. Er war zwischen 1979 und 1982 Rektor des Landwirtlichen Instituts von Nyegezi sowie anschließend von 1982 und 1984 Minister im Amt von Premierminister Cleopa David Msuya beziehungsweise von dessen Nachfolger Edward Moringe Sokoine (1983 bis 1984). Danach bekleidete er zwischen 1984 und 1989 den Posten als Regionalkommissar der Region Kilimandscharo und wurde 1987 auch Mitglied des Nationalen Exekutivkomitees der CCM. Er fungierte ferner zwischen 1989 und 1991 als Regionalkommissar der Region Kagera sowie von 1991 bis 1995 als Regionalkommissar der Region Mbeya. In dieser Zeit absolvierte er in Irland einen Kurs im Fach Verwaltungswissenschaft, den er 1992 mit einem Zertifikat beendete.
1995 übernahm Kimiti den Posten als Minister für Landwirtschaft und Genossenschaften im Kabinett von Premierminister Frederick Sumaye und behielt diesen bis 1998. Im Rahmen dieser Kabinettsumbildung wurde er 1998 Minister für Arbeit, Beschäftigung und Jugendentwicklung im Kabinett Sumaye und hatte dieses Amt bis 2000 inne. Am 29. Oktober 2000 wurde er für die CCM erstmals zum Mitglied der Nationalversammlung gewählt und vertrat in dieser bis zum 30. Oktober 2010 den Wahlkreis Sumbawanga Mjini.